# Куклы смеются
«Куклы смеются» — комедийный художественный фильм режиссёра Николая Санишвили, снятый в 1963 году на студии Грузия-фильм.

## Сюжет
Мать и бабушка Резико видят в нём будущего певца и настаивают на поступлении того в консерваторию, однако у молодого человека нет ни способностей, ни желания учиться петь, и он проваливается на экзамене. Резико и его отец решают скрыть неудачу от остальной семьи: втайне от матери и бабушки Резико отправляется работать на фабрику игрушек, директором которой является старый друг его отца. Вскоре обман раскрывается, однако Резико остаётся в выигрыше, найдя своё призвание и первую любовь.

## В ролях
- Сесилия Такайшвили — Гуца
- М. Тбилели — Алиса
- Ипполит Хвичия — Мелитон
- Мераб Тавадзе — Резико
- Г. Кежерадзе — Лали
- Эроси Манджгаладзе
- Г. Габелашвили
- Александр Жоржолиани
- В. Сулаквелидзе
- Дудухана Церодзе
- Ж. Дугладзе
- Ч. Чхеидзе
- Джульетта Вашакмадзе
- Х. Хуцишвили

## О фильме
Для оператора Левана Пааташвили фильм стал первой цветной картиной, и он активно экспериментировал с цветом и освещением. По воспоминаниям Пааташвили, «картина требовала пастельной тональности изображения и свободного движения камеры. Основным объектом съемки служил комплекс декорации современной квартиры героя фильма Важи. <…> Перед нами стояла задача убедить зрителя, что на фоне павильонной декорации с открытыми „на улицу“ окнами и дверьми он видит залитый солнцем городской пейзаж. Фотофонов тогда не было и в помине, поэтому мы попросили наших художников-декораторов выписать с фотографической точностью не один, а несколько разномасштабных фонов, чтобы передать разноплановость и глубину. Живую натуру должны были имитировать также передвижные объемные макеты городских домов, за которыми устанавливались расписанные задники. <…> Все оконные, дверные проемы (проводники дневного света) и фоны затянули белым тюлем для создания естественного „сфумато“ (эффекта свето-воздушной среды). Он „ретушировал“ и приводил к общему знаменателю свето-цветовое пространство декорации, за ней даже протекала, поблескивая светлой пластмассовой пленкой, бурная река Кура. На экране это выглядело весьма убедительно».
Критики отнеслись к картине неоднозначно. Т. М. Хлоплянкина в рецензии в журнале «Советский экран» посчитала фильм недостаточно сатирическим для заявленной темы, отметив также шаблонность комических приёмов и схематичность характеров (особенно Резико и его возлюбленной). Л. Д. Рондели в брошюре, посвящённой грузинскому кино, отозвался о фильме более положительно, приписав его успех в том числе и сильному актёрскому составу.